# Verein für Rasensport Wormatia Worms 1979-1980
Questa voce raccoglie le informazioni riguardanti il Verein für Rasensport Wormatia Worms nelle competizioni ufficiali della stagione 1979-1980.

## Stagione
Nella stagione 1979-1980 il Wormatia, allenato da Bernd Fischer, concluse il campionato di 2. Bundesliga al 10º posto. In Coppa di Germania il Wormatia fu eliminato al secondo turno dall'Amburgo.

## Rosa
| N. |                     | Ruolo | Calciatore          |
| -- | ------------------- | ----- | ------------------- |
|    | Germania (bandiera) | P     | Uwe Radmacher       |
|    | Germania (bandiera) | P     | Karl-Heinz Strohfuß |
|    | Germania (bandiera) | P     | Hans Wulf           |
|    | Germania (bandiera) | D     | Ottmar Becker       |
|    | Germania (bandiera) | D     | Jürgen Dinger       |
|    | Germania (bandiera) | D     | Helmut Eckstein     |
|    | Germania (bandiera) | D     | Walfried Günther    |
|    | Germania (bandiera) | D     | Ralf Konietzka      |
|    | Germania (bandiera) | D     | Harald Röhrenbeck   |
|    | Germania (bandiera) | D     | Wolfgang Ruschek    |
|    | Germania (bandiera) | D     | Heiner Schmieh      |
|    | Germania (bandiera) | C     | Günther Gall        |
|    | Germania (bandiera) | C     | Bernd Kammer        |

| N. |                     | Ruolo | Calciatore          |
| -- | ------------------- | ----- | ------------------- |
|    | Germania (bandiera) | C     | Peter Klag          |
|    | Germania (bandiera) | C     | Jürgen Klotz        |
|    | Germania (bandiera) | C     | Heinz Lubanski      |
|    | Germania (bandiera) | C     | Thomas Nauth        |
|    | Germania (bandiera) | C     | Karl-Heinz Priester |
|    | Germania (bandiera) | C     | Norbert Starzak     |
|    | Germania (bandiera) | C     | Berthold Weiler     |
|    | Germania (bandiera) | C     | Timo Zahnleiter     |
|    | Germania (bandiera) | A     | Egon Bihn           |
|    | Germania (bandiera) | A     | Bodo Mattern        |
|    | Germania (bandiera) | A     | Bernd Nathmann      |
|    | Germania (bandiera) | A     | Alfred Oehrlein     |
|    | Germania (bandiera) | A     | Lothar Wesseler     |

## Organigramma societario
Area tecnica
- Allenatore: Bernd Fischer
- Allenatore in seconda:
- Preparatore dei portieri:
- Preparatori atletici:

## Calciomercato

### Sessione estiva
| Acquisti | Acquisti        | Acquisti                   | Acquisti |
| R.       | Nome            | da                         | Modalità |
| -------- | --------------- | -------------------------- | -------- |
| D        | Ottmar Becker   | SpVgg Neckarelz            |          |
| C        | Bernd Kammer    | Kickers Offenbach          |          |
| D        | Ralf Konietzka  | VfR Frankenthal (juniores) |          |
| A        | Bernd Nathmann  | Kickers Offenbach          |          |
| A        | Alfred Oehrlein | Magonza                    |          |
| C        | Timo Zahnleiter | VfR Bürstadt               |          |

| Cessioni | Cessioni             | Cessioni                  | Cessioni |
| R.       | Nome                 | a                         | Modalità |
| -------- | -------------------- | ------------------------- | -------- |
| D        | Dragoslav Stepanović | Manchester City           |          |
| C        | Gerd Dier            | Wormatia Worms (juniores) |          |
| C        | Horst Raubold        | Monaco 1860               |          |
| D        | Hans-Dieter Seelmann | Monaco 1860               |          |
| C        | Klaus Spannenkrebs   | SV Kuppenheim             |          |
| C        | Heinz Wilhelmi       | Freiburger                |          |
| D        | Helmut Zahn          | Freiburger                |          |

### Sessione invernale
| Acquisti | Acquisti | Acquisti | Acquisti |
| R.       | Nome     | da       | Modalità |
| -------- | -------- | -------- | -------- |

| Cessioni | Cessioni | Cessioni | Cessioni |
| R.       | Nome     | a        | Modalità |
| -------- | -------- | -------- | -------- |

## Risultati

### 2. Bundesliga

#### Girone di andata
| Arbitro: | Tritschler |

|                                  |           |              |
| Hartmann 58’ Bittl 88’ Basic 90’ | Marcatori | 35’ Nathmann |

| Arbitro: | Jupe |

|                               |           |                  |
| Mattern 27’, 86’ Nathmann 77’ | Marcatori | 11’, 39’ Brendel |

| Arbitro: | Glaw |

|                                       |           |                  |
| Knecht 6’, 63’ (rig.) Krause 50’, 89’ | Marcatori | 38’, 72’ Mattern |

| Arbitro: | Ferro |

|                                   |           |           |
| Wesseler 3’ Nathmann 13’ Bihn 63’ | Marcatori | 59’ Böhni |

| Arbitro: | Correll |

|           |           |             |
| Bulut 81’ | Marcatori | 70’ Mattern |

| Arbitro: | Brückner |

|                                        |           |              |
| Mattern 18’, 20’ Wesseler 26’ Klag 36’ | Marcatori | 25’ Hoffmann |

| Arbitro: | Schmidhuber |

|                              |           |                                 |
| Zitzer 20’ Löw 21’ Reich 83’ | Marcatori | 8’ Zahnleiter 50’, 56’ Wesseler |

| Arbitro: | Walther |

|                        |           |  |
| Mattern 36’ Kammer 50’ | Marcatori |  |

| Arbitro: | Gaus |

|                       |           |  |
| Nathmann 12’ Bihn 82’ | Marcatori |  |

| Arbitro: | Wilhelmi |

|                        |           |               |
| Schneider 9’ Miles 11’ | Marcatori | 38’, 86’ Klag |

| Arbitro: | Dreher |

|  |           |           |
|  | Marcatori | 5’ Alhaus |

| Arbitro: | Röder |

|                                 |           |                                                      |
| Mattern 14’ Wesseler 25’ (rig.) | Marcatori | 32’ Günther 58’ (rig.) Struth 61’ Wiesner 79’ Krauth |

| Arbitro: | Correll |

|  |           |                   |
|  | Marcatori | 51’, 78’ Wesseler |

| Arbitro: | Linn |

|                               |           |                     |
| Wesseler 64’, 86’ Mattern 75’ | Marcatori | 51’ (rig.) Bechtold |

| Arbitro: | Luca |

|                             |           |                   |
| Klein 43’, 66’ Rübenach 65’ | Marcatori | 25’, 63’ Nathmann |

| Arbitro: | Joos |

|                                 |           |  |
| Nathmann 73’ Stocker 76’ (aut.) | Marcatori |  |

| Arbitro: | Walz |

|                              |           |  |
| Künkel 34’ Traser 41’ (rig.) | Marcatori |  |

| Arbitro: | Hontheim |

|                                   |           |                                        |
| Bihn 12’ Klag 18’ Fanz 63’ (aut.) | Marcatori | 10’, 83’ Seubert 28’ Schulz 69’ Ludwig |

| 8 dicembre 1979 19ª giornata |  | – Turno di riposo |  |  |

| Arbitro: | Theobald |

|  |           |            |
|  | Marcatori | 64’ Schauß |

| Arbitro: | Correll |

|                            |           |                       |
| Schwarz 28’ Milardovic 65’ | Marcatori | 59’ Wesseler 67’ Klag |

#### Girone di ritorno
| Arbitro: | Luca |

|                 |           |              |
| Bihn 88’ (rig.) | Marcatori | 79’ Hartmann |

| Arbitro: | Aldinger |

|                                        |           |  |
| Schmitz 20’ Größler 66’ Brand 68’, 70’ | Marcatori |  |

| Arbitro: | Dölfel |

|                                              |           |            |
| Wesseler 27’ (rig.) Mattern 66’ Nathmann 85’ | Marcatori | 30’ Krause |

| Arbitro: | Schmoock |

|                                    |           |  |
| Harm 68’ Pradt 82’ (rig.) Hein 90’ | Marcatori |  |

| Arbitro: | Walz |

|                               |           |               |
| Oehrlein 72’, 90’ Mattern 75’ | Marcatori | 69’ Kirschner |

| Arbitro: | Linn |

|  |           |              |
|  | Marcatori | 86’ Wesseler |

| Arbitro: | Langhans |

|                               |           |  |
| Oehrlein 4’, 73’ Nathmann 69’ | Marcatori |  |

| Arbitro: | Schumann |

|             |           |                     |
| Fritsche 8’ | Marcatori | 18’ (rig.) Wesseler |

| Arbitro: | Pickard |

|                                            |           |             |
| Brinsa 23’ Michelberger 59’ Bergfelder 82’ | Marcatori | 34’ Mattern |

| Worms 29 marzo 1980 31ª giornata | Wormatia Worms | 0 – 0 referto | Ulma | Wormatia-Stadion (1 500 spett.)\| Arbitro: \| Jupe \| |
| Arbitro:                         | Jupe           |               |      |                                                       |

| Arbitro: | Ermer |

|                                      |           |  |
| Saile 44’, 61’ Alhaus 55’ Nickel 65’ | Marcatori |  |

| Arbitro: | Kuhn |

|                                            |           |  |
| Mattern 16’, 89’ Priester 87’ Wesseler 90’ | Marcatori |  |

| Arbitro: | Hontheim |

|                                        |           |                   |
| Struth 65’ Günther 69’, 80’ Krauth 83’ | Marcatori | 19’, 54’ Oehrlein |

| Arbitro: | Dellwing |

|            |           |                    |
| Mattern 8’ | Marcatori | 25’, 73’, 90’ Mack |

| Arbitro: | Clajus |

|                                  |           |  |
| Weber 24’ Cestonaro 59’ Kalb 73’ | Marcatori |  |

| Arbitro: | Hontheim |

|                       |           |  |
| Mattern 21’, 50’, 74’ | Marcatori |  |

| Arbitro: | Sahner |

|                                     |           |                     |
| Szymanek 7’ Oberacher 12’, 25’, 87’ | Marcatori | 77’ (aut.) Weyerich |

| Arbitro: | Huster |

|                     |           |  |
| Wesseler 84’ (rig.) | Marcatori |  |

| Arbitro: | Gschwender |

|                       |           |                          |
| Marek 4’ Ettmayer 62’ | Marcatori | 13’ Mattern 54’ Oehrlein |

| 31 maggio 1980 41ª giornata |  | – Turno di riposo |  |  |

| Arbitro: | Scheffner |

|                                          |           |            |
| Walter 18’, 75’, 82’ Nathmann 90’ (rig.) | Marcatori | 60’ Kammer |

### Coppa di Germania
| Arbitro: | Risse |

|                  |           |                                                 |
| Dupke 62’ (rig.) | Marcatori | 52’ (aut.) Miß 53’ Mattern 87’ Bihn 89’ Ruschek |

| Arbitro: | Michel |

|  |           |                               |
|  | Marcatori | 16’, 80’ Hrubesch 22’ Hartwig |

## Statistiche

### Statistiche di squadra
| Competizione      | Punti | In casa | In casa | In casa | In casa | In casa | In casa | In trasferta | In trasferta | In trasferta | In trasferta | In trasferta | In trasferta | Totale | Totale | Totale | Totale | Totale | Totale | DR |
| Competizione      | Punti | G       | V       | N       | P       | Gf      | Gs      | G            | V            | N            | P            | Gf           | Gs           | G      | V      | N      | P      | Gf     | Gs     | DR |
| ----------------- | ----- | ------- | ------- | ------- | ------- | ------- | ------- | ------------ | ------------ | ------------ | ------------ | ------------ | ------------ | ------ | ------ | ------ | ------ | ------ | ------ | -- |
| 2. Bundesliga     | 38    | 20      | 13      | 2       | 5       | 43      | 21      | 20           | 2            | 6            | 12           | 24           | 52           | 40     | 15     | 8      | 17     | 67     | 73     | -6 |
| Coppa di Germania | -     | 1       | 0       | 0       | 1       | 0       | 3       | 1            | 1            | 0            | 0            | 4            | 1            | 2      | 1      | 0      | 1      | 4      | 4      | 0  |
| Totale            | 38    | 21      | 13      | 2       | 6       | 43      | 24      | 21           | 3            | 6            | 12           | 28           | 53           | 42     | 16     | 8      | 18     | 71     | 77     | -6 |

### Andamento in campionato
| Giornata  | 1  | 2  | 3  | 4  | 5  | 6 | 7 | 8 | 9 | 10 | 11 | 12 | 13 | 14 | 15 | 16 | 17 | 18 | 19 | 20 | 21 | 22 | 23 | 24 | 25 | 26 | 27 | 28 | 29 | 30 | 31 | 32 | 33 | 34 | 35 | 36 | 37 | 38 | 39 | 40 | 41 | 42 |
| --------- | -- | -- | -- | -- | -- | - | - | - | - | -- | -- | -- | -- | -- | -- | -- | -- | -- | -- | -- | -- | -- | -- | -- | -- | -- | -- | -- | -- | -- | -- | -- | -- | -- | -- | -- | -- | -- | -- | -- | -- | -- |
| Luogo     | T  | C  | T  | C  | T  | C | T | C | C | T  | C  | C  | T  | C  | T  | C  | T  | C  |    | C  | T  | C  | T  | C  | T  | C  | T  | C  | T  | T  | C  | T  | C  | T  | C  | T  | C  | T  | C  | T  |    | T  |
| Risultato | P  | V  | P  | V  | N  | V | N | V | V | N  | P  | P  | V  | V  | P  | V  | P  | P  |    | P  | N  | N  | P  | V  | P  | V  | V  | V  | N  | P  | N  | P  | V  | P  | P  | P  | V  | P  | V  | N  |    | P  |
| Posizione | 15 | 14 | 17 | 11 | 12 | 5 | 5 | 4 | 3 | 3  | 6  | 7  | 6  | 6  | 6  | 6  | 7  | 8  | 10 | 10 | 10 | 10 | 10 | 10 | 10 | 10 | 10 | 10 | 8  | 9  | 9  | 10 | 10 | 10 | 10 | 10 | 10 | 10 | 10 | 10 | 10 | 10 |

Legenda:

Luogo: C = Casa; T = Trasferta. Risultato: V = Vittoria; N = Pareggio; P = Sconfitta.

### Statistiche dei giocatori
| Giocatore     | 2. Bundesliga | 2. Bundesliga | 2. Bundesliga | 2. Bundesliga | Coppa di Germania | Coppa di Germania | Coppa di Germania | Coppa di Germania | Totale   | Totale | Totale      | Totale     |
| Giocatore     | Presenze      | Reti          | Ammonizioni   | Espulsioni    | Presenze          | Reti              | Ammonizioni       | Espulsioni        | Presenze | Reti   | Ammonizioni | Espulsioni |
| ------------- | ------------- | ------------- | ------------- | ------------- | ----------------- | ----------------- | ----------------- | ----------------- | -------- | ------ | ----------- | ---------- |
| O. Becker     | 9             | 0             | 0             | 0             | 1                 | 0                 | 0                 | 0                 | 10       | 0      | 0           | 0          |
| E. Bihn       | 17            | 4             | 3             | 0             | 2                 | 1                 | 0                 | 0                 | 19       | 5      | 3           | 0          |
| J. Dinger     | 1             | 0             | 0             | 0             | 0                 | 0                 | 0                 | 0                 | 1        | 0      | 0           | 0          |
| H. Eckstein   | 34            | 0             | 4             | 1             | 1                 | 0                 | 0                 | 0                 | 35       | 0      | 4           | 1          |
| G. Gall       | 25            | 0             | 1             | 0             | 1                 | 0                 | 0                 | 0                 | 26       | 0      | 1           | 0          |
| W. Günther    | 36            | 0             | 7             | 0             | 2                 | 0                 | 1                 | 0                 | 38       | 0      | 8           | 0          |
| B. Kammer     | 37            | 2             | 5             | 0             | 2                 | 0                 | 0                 | 0                 | 39       | 2      | 5           | 0          |
| P. Klag       | 26            | 5             | 4             | 1             | 2                 | 0                 | 0                 | 0                 | 28       | 5      | 4           | 1          |
| J. Klotz      | 0             | 0             | 0             | 0             | 0                 | 0                 | 0                 | 0                 | 0        | 0      | 0           | 0          |
| R. Konietzka  | 16            | 0             | 0             | 0             | 0                 | 0                 | 0                 | 0                 | 16       | 0      | 0           | 0          |
| H. Lubanski   | 25            | 0             | 0             | 1             | 1                 | 0                 | 0                 | 0                 | 26       | 0      | 0           | 1          |
| B. Mattern    | 36            | 20            | 9             | 1             | 2                 | 1                 | 0                 | 0                 | 38       | 21     | 9           | 1          |
| B. Nathmann   | 40            | 9             | 2             | 0             | 2                 | 0                 | 0                 | 0                 | 42       | 9      | 2           | 0          |
| T. Nauth      | 1             | 0             | 0             | 0             | 0                 | 0                 | 0                 | 0                 | 1        | 0      | 0           | 0          |
| A. Oehrlein   | 27            | 7             | 0             | 0             | 0                 | 0                 | 0                 | 0                 | 27       | 7      | 0           | 0          |
| K. Priester   | 7             | 1             | 0             | 0             | 0                 | 0                 | 0                 | 0                 | 7        | 1      | 0           | 0          |
| U. Radmacher  | 0             | 0             | 0             | 0             | 0                 | 0                 | 0                 | 0                 | 0        | 0      | 0           | 0          |
| W. Ruschek    | 4             | 0             | 0             | 0             | 1                 | 1                 | 0                 | 0                 | 5        | 1      | 0           | 0          |
| H. Röhrenbeck | 0             | 0             | 0             | 0             | 0                 | 0                 | 0                 | 0                 | 0        | 0      | 0           | 0          |
| H. Schmieh    | 38            | 0             | 2             | 1             | 2                 | 0                 | 0                 | 0                 | 40       | 0      | 2           | 1          |
| N. Starzak    | 11            | 0             | 0             | 0             | 0                 | 0                 | 0                 | 0                 | 11       | 0      | 0           | 0          |
| D. Stepanović | 2             | 0             | 0             | 0             | 0                 | 0                 | 0                 | 0                 | 2        | 0      | 0           | 0          |
| K. Strohfuß   | 0             | 0             | 0             | 0             | 0                 | 0                 | 0                 | 0                 | 0        | 0      | 0           | 0          |
| B. Weiler     | 3             | 0             | 0             | 0             | 0                 | 0                 | 0                 | 0                 | 3        | 0      | 0           | 0          |
| L. Wesseler   | 36            | 15            | 3             | 0             | 2                 | 0                 | 0                 | 0                 | 38       | 15     | 3           | 0          |
| H. Wulf       | 40            | 0             | 1             | 0             | 2                 | 0                 | 0                 | 0                 | 42       | 0      | 1           | 0          |
| T. Zahnleiter | 30            | 1             | 2             | 0             | 2                 | 0                 | 1                 | 0                 | 32       | 1      | 3           | 0          |